# Zamba (langue)
Pour les articles homonymes, voir Dzamba et Zamba (homonymie).
Le zamba ou dzamba est une langue bantoue parlée en République démocratique du Congo.

## Nom
Le zamba est appelé makútú en zamba.

## Répartition géographique
Le zamba est parlé par les Zamba sur le territoire de Bomongo dans la province de l’Équateur, divisés en trois groupes principaux : les Zámba des marais de la rive droite de la Ngiri, les Mangbá des hautes terres entre la Ngiri et l’Ubangi, et les Makútú au sud,.

## Dialectes
Il y a des différences notables entre le parler des Zámba et celui des Makútú dont notamment la variation phonétique du phonème /s/ prononcé [z] devant /i/ chez les Makútú,.